# بیونیکل
بیونیکل (به انگلیسی: Bionicle) یک خط محصول از اسباب‌بازی‌های ساخت و ساز لگو است که عمدتاً برای افراد ۸ تا ۱۶ ساله به بازار عرضه می‌شد. این خط در ابتدا در سال ۲۰۰۱ در یک خط محصول فرعی از مجموعه لگو به نام لگو تکنیک راه‌اندازی شد. در طول این دهه، بیونیکل به یکی از پرفروش‌ترین دارایی‌های لگو تبدیل شد و نقش مهمی در نجات شرکت از بحران مالی اواخر دهه ۱۹۹۰ ایفا کرد. علیرغم علاقه به یک دوره بیست ساله برنامه‌ریزی‌شده، این خط محصول در سال ۲۰۱۰ متوقف شد، هرچند بعداً در سال ۲۰۱۵ به مدت دو سال دیگر راه‌اندازی مجدد شد.
برخلاف محصولات قبلی لگو، بیونیکل یک داستان اصلی با قابلیت روایت دارد که شخصیت‌های «توآ» را به تصویر می‌کشد؛ موجودات بیومکانیکی قهرمان با توانایی‌های ذاتی که وظیفه آنها حفظ صلح در سراسر جهان است. موفقیت بیونیکل باعث شد که برنامه‌های محصولات بعدی لگو از روش‌های داستان‌گویی مشابه استفاده کنند.